# Leocadio Llerenas
Capitán segundo Leocadio Llerenas fue un militar mexicano que participó en la Guerra Cristera. Operó en los límites entre Jalisco y Colima. Murió el 10 de julio de 1932 a manos de los soldados federales cuando intentaba cruzar un río para escapar en Campo Cuatro, cerca de Comala, lugar donde fue llevado el cadáver para ser expuesto en el jardín del pueblo como escarmiento a los rebeldes cristeros. 